# 文苑英華
『文苑英華』（ぶんえんえいが）は、中国の北宋時代に成立した詩文集。『太平広記』、『太平御覧』、『冊府元亀』とあわせて宋四大書と称せられる。太宗の勅命を奉じて李昉、扈蒙、徐鉉、宋白ら17名が太平興国7年（982年）から雍熙4年（987年）にかけて編纂したもので、全1000巻、目録50巻に及ぶ。
南朝梁代の『文選』の後を継ぐものとして、梁末から唐末に至るまでの約2200人、2万編近くの詩文を中心に採録し、『文選』に倣って文体により55類（38類とも）に分類した。収められた詩文は唐代のものが9割を占める。多人数で短期間に完成させたこともあって、誤字・脱字・重複・転倒など誤りも無数にあるが、現存しない文献も多く、唐代の文献を保存した功績は非常に大きいとされる。明清代に編纂された『古詩紀』『全唐詩』などはほぼ本書に拠って再録されたといい、ほかにも現存する詩文集の校訂にも用いられている。
南宋の嘉泰4年（1204年）になってようやく刊行されており、宋本で現存するものは140巻である。残り860巻を明の隆慶元年（1567年）の刊本によって補い、彭叔夏（南宋）『文苑英華弁証』、労格（清）『文苑英華弁証拾遺』、作者姓名索引を付したものが1966年に中華書局より影印出版（2003年に再影印、ISBN 7101008070）されている。

## 関連書籍
- 孟慶遠 主編、小島晋二・立間祥介・円山松幸 訳『中国歴史文化事典』（新潮社、1998年） ISBN 4-10-730213-X
  - 原書『新編中国文史詞典』（中国青年出版社、1989年）
- 筧文生「文苑英華」　『大百科事典』（平凡社、1984年）より
- 凌朝棟『文苑英華研究』（上海古籍出版社、2005年） ISBN 7532539814
  - 編纂過程・刊刻経過・版本源流について系統的に研究し、詳細な考証を施したもの。
- 傅増湘『文苑英華校記』全10冊（北京図書館出版、2006年） ISBN 7501331294
  - 明隆慶刊本に対して別系統の抄本で校勘したものを影印出版したもの。